# DR HD
DR HD var en dansk tv-kanal, som var DR's sjette licensfinansierede kanal.
Kanalen gik i luften den 1. november 2009 og sendte alle udsendelser i HD-kvalitet. Dog var spillefilm produceret af Hollywood krypterede, så seerne så dem i HD-kvalitet men kun kunne optage dem i standardkvaliteten SDTV. Dette krævede Hollywood, eftersom kanalen var tilgængelig "Free-over-air." Kanalen blev sendt i det lille HD-format 1280x720p, hvilket betød, at man skulle have et HD-ready tv for optimal billedkvalitet.
Sammen med lanceringen af DR HD åbnede DR også op for surround-lyd på udvalgte film. Surround-lyden blev distribueret sammen med udvalgte film og udsendelser i slutningen af 2009.
Kanalen lukkede den 28. januar 2013, da den havde udspillet sin rolle som teknologikanal. Kanalen blev da erstattet af DR3.